# Third Street Promenade
La Third Street Promenade est une rue commerçante piétonne de Santa Monica, en Californie.